# Dzubukuá
Dzubukuá (Dzubucua, Dzubukua), jedno od plemena Caririan Indijanaca koji u 18. stoljeću žive na raznim kapucinskim misijama na otocima rijeke São Francisco između Petroline i Paulo Afonsa u Pernambucu i Bahiji. O njima i njihovim običajima pisali su Bernardo de Nantes i Martinho de Nantes. Govorili su istoimenim danas izumrlim jezikom ili dijalektom porodice cariri.

## Vanjske poveznice
- Tudo sobre Cariris  Arhivirana inačica izvorne stranice od 17. veljače 2021. (Wayback Machine)